# 鯛中新
鯛中 新（たいなか しん、1911年（明治44年）11月30日 - 1992年（平成4年）8月20日）は、日本の囲碁棋士。兵庫県出身、久保松勝喜代名誉九段門下、日本棋院、関西棋院に所属、九段。関西棋院早碁名人戦、関西棋院選手権戦優勝など。じっくりした棋風。

## 経歴
神戸市に生まれる。旧制神戸一中卒業。1927年に久保松勝喜代に入門。1929年初段。1942年五段。1946年六段。1950年の関西棋院設立に参加。以後関西棋院では橋本宇太郎八段に次ぐ六段として重鎮として活躍し、同年の日本棋院との東西対抗戦では杉内雅男に勝ち。続く勝ち抜き戦では副将として出場したが梶原武雄に敗れた。
1951年七段、第7期本因坊戦リーグ入りし、4勝2敗となって5人による同率決戦に進むが、1回戦で高川格に敗退。1955年、第一期関西棋院選手権戦に優勝。同年、呉清源対関西棋院精鋭戦出場。1957、58年、関西棋院早碁名人戦2連覇。日本棋院早碁名人戦優勝者との電報碁では宮下秀洋、杉内雅男に敗れる。1960年八段。1962年本因坊戦リーグ入り。1965年九段。
俳句に堪能で、『囲碁新潮』誌の俳壇選者も務めた。1960年頃からは自宅裏の一王山に、対局日以外は同好の士とともに毎日登山していた。1977年に脳血栓で病床に付く。1983年、勲四等旭日小綬章受章。門下に本田満彦、家田隆二、紙谷哲雄、柏原康人。

## 主な棋歴
- 関西棋院選手権戦 優勝 1955年
- 関西棋院早碁名人戦 優勝 1957、58年
- 関西棋院第一位決定戦 準優勝 1960、68年